# Scott Dumbrell
Scott Dumbrell, född 3 februari 1961, är en australisk bågskytt. Han deltog vid olympiska sommarspelen 1980.